# 堺區
堺區（日语：／ Sakai ku */?）是堺市的7個行政區之一，位於堺市的西北部，為堺市發展最早的區域，現在也是主要的市區，堺市市政府也設於此區內。西側臨大阪灣，北側為大和川與大阪市相鄰通，沿海區域多為填海產生的新生地，屬於堺泉北臨海工業地帶。

## 歷史
此地過去位於攝津國、河內國與和泉國的交界處，最初被稱為「境」，其日文發音為（Sakai），後來轉用為相同發音的「堺」，當時也因為位於三個國的交界處並且臨海，發展成為貿易港口；到了戰國時代，當地商人們為避免受到戰亂波及，組織了會合衆以自治的形式管理此地，並在城市的四周建立了護城河，維持堺的獨立自主，不隸屬任何領主，被當時來到日本的歐洲傳教士稱為像威尼斯一樣的自治城市，直到織田信長崛起後才臣服於其。豐臣秀吉統一日本後，為發展新的政治中心－大阪，商人們被強迫遷往大阪，此後堺只剩下港口的功能；而在17世紀的大阪之役中，堺也受到波及遭大火燒毀，此後貿易的功能也逐漸降低。
江戶時代堺仍然由於其商業地位成為幕府的直屬領地，初期幕府曾在此設立堺奉行負責管理，但隨著商業的重要性逐漸降低，堺奉行也曾多次被撤除併入由大坂町奉行管理。江戶時代後期一度由於發展醸造業而恢復繁榮，1868年由新政府接替江戶幕府後，最初隸屬大坂裁判所（大阪府的前身），但僅半年後改隸屬分出新設立的堺縣，直到1881年才隨著堺縣被併入大阪府後才成為大阪府的轄區。
1880年日本實施郡區町村編制法，以堺為中心設立了堺區，但1880年的堺區與現在的堺區並不同，當年的堺區在1889年改設為堺市，現在堺區範圍在1889年時除了當時的堺市轄區外，還分屬大鳥郡向井村、舳松村、湊村、三寶村、神石村五個行政區劃，這五個行政區劃在1894年到1938年期間陸續被併入堺市，成為堺市的一部分。
而現在的堺區是直到2006年堺市升格为政令指定都市時，轄區範圍以1889年的的堺市區為中心，加上周邊區域所劃設成立的。

## 交通

### 鐵路
南海電氣鐵道
- 南海本線：七道站 - 堺站 - 湊站
- 高野線：淺香山站 - 堺東站 - 三國丘站 - 百舌鳥八幡站

阪堺電氣軌道
- 阪堺線：大和川停留場 - 高須神社停留場 - 綾之町停留場 - 神明町停留場 - 妙國寺前停留場 - 花田口停留場 - 大小路停留場 - 宿院停留場 - 寺地町停留場 - 御陵前停留場 - 東湊停留場

西日本旅客鐵道
- 阪和線：淺香站 - 堺市站 - 三國丘站 - 百舌鳥站

## 本地出身之名人
- 與謝野晶子：明治至昭和時期的詩人、作家、思想家

## 外部連結
- OpenStreetMap上有關堺區的地理
- （日語） 堺市堺區公所的Facebook專頁
- （日語） 堺區吉祥物的X（前Twitter）
- （日語） 官方网站